# Enkū

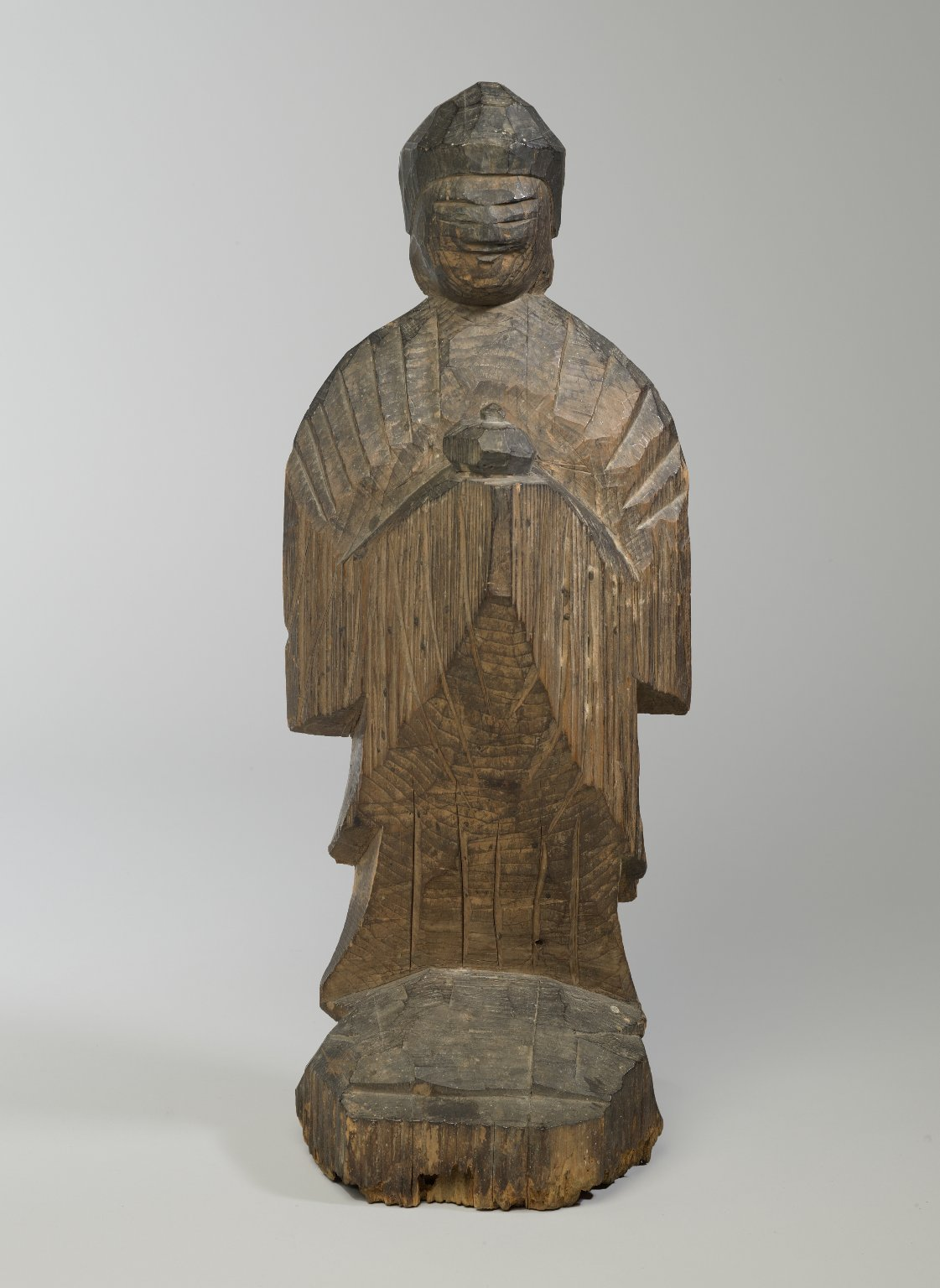
Yakushi (Enkū)

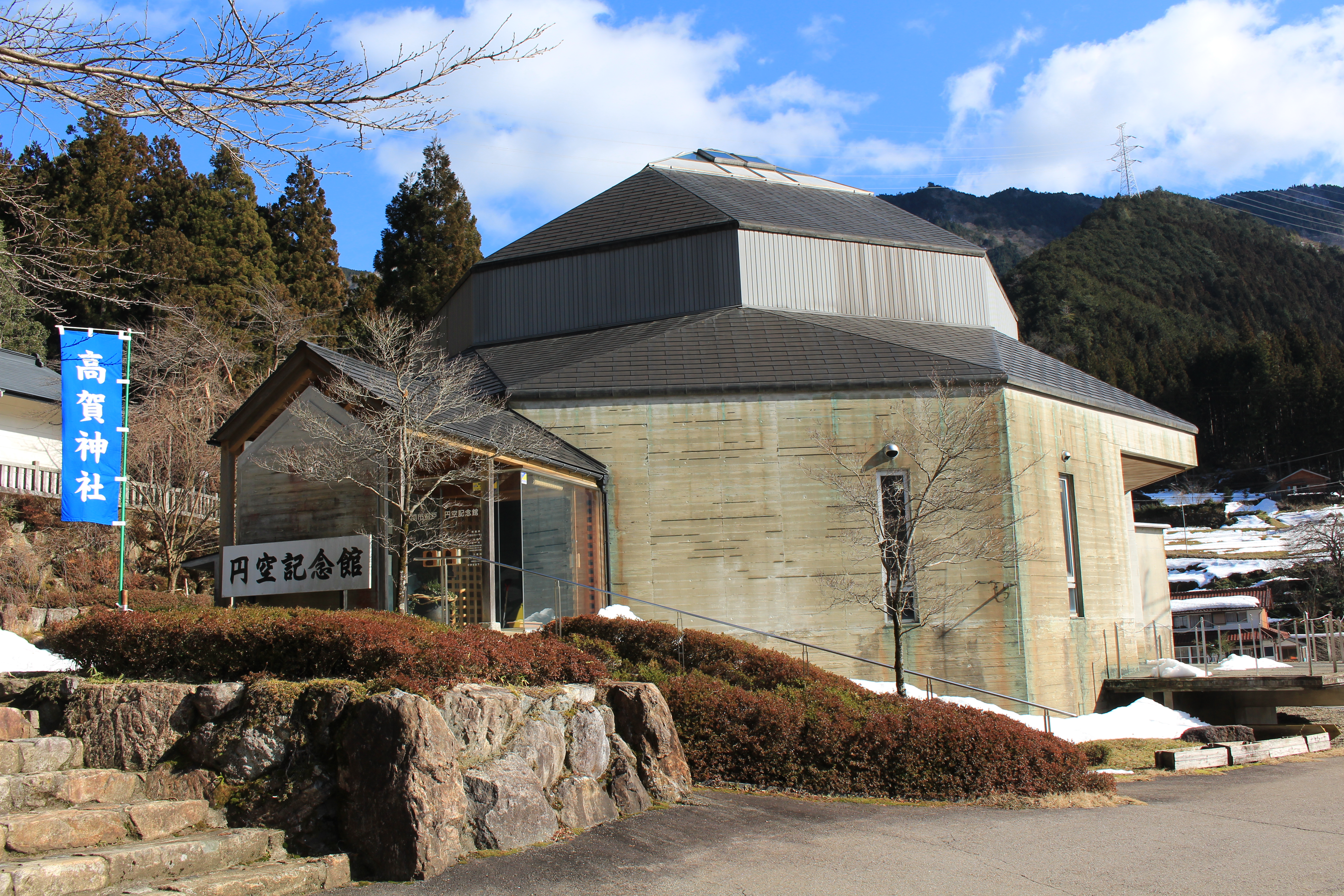
Enkū-Museum in Seki

Enkū (japanisch 円空; geboren 1632 in der Provinz Mino; gestorben 24. August 1695) war ein japanischer Mönch der frühen Edo-Zeit, der für seine zahlreichen, schlicht geschnitzten Heiligenfiguren bekannt ist.

## Leben und Werk
Enkū wurde in Takenohana (heute Stadtteil von Hashima) in der Provinz Mino geboren. Schon früh ging er ins Kloster und lernte als Mönch der Tendai-Richtung des Buddhismus das Shugendō (修験道). Aber dann wollte er sich nicht an eine einzige Richtung des Buddhismus anpassen, sondern beschloss, ein Leben als freier Gläubiger zu führen. Er brach auf zu Wanderungen durch ganz Japan auf und schnitzte unterwegs Heiligenfiguren, die er verschenkte. 1695 kehrte er in seine Heimat zurück, brachte den verfallenen Tempel Miroku-ji (弥勒寺) in Seki wieder in Ordnung, starb dort aber noch im selben Jahr.
Enkū ist für sein unermüdliches Schnitzen von kleinen heiligen-Figuren berühmt geworden. Dabei benutzte er grobe Meißel und nutzte die natürlichen Unregelmäßigkeiten seines Materials. Die Gesamtzahl wird auf 120.000 Stück geschätzt, von denen heute noch gut 5000 erhalten sind. Die größte Figur ist die beiden Tempelwächter (仁王, Niō) mit einer Höhe von 3,5 m, die im Tempeltor des Kannon-ji im Stadtteil Arako von Nagoya stehen. Die kleinsten Figuren, sogenannte „Astenden-Buddhas“ (木端仏, Kotsuba-butsu), haben eine Höhe von 2,3 cm.
Die Figuren bestehen zu 40 bis 80 % aus runden Stämmen, sie sind betont roh geschnitzt. Stärker als bei den professionellen Holzschnitzern wirken diese Figuren durch ihre Spontanität. Figuren dieses Typs werden auch heute noch in der Präfektur Gifu geschnitzt und verkauft. In der Stadt Seki hat man für Enkū ein kleines Museum gebaut.

## Anmerkungen

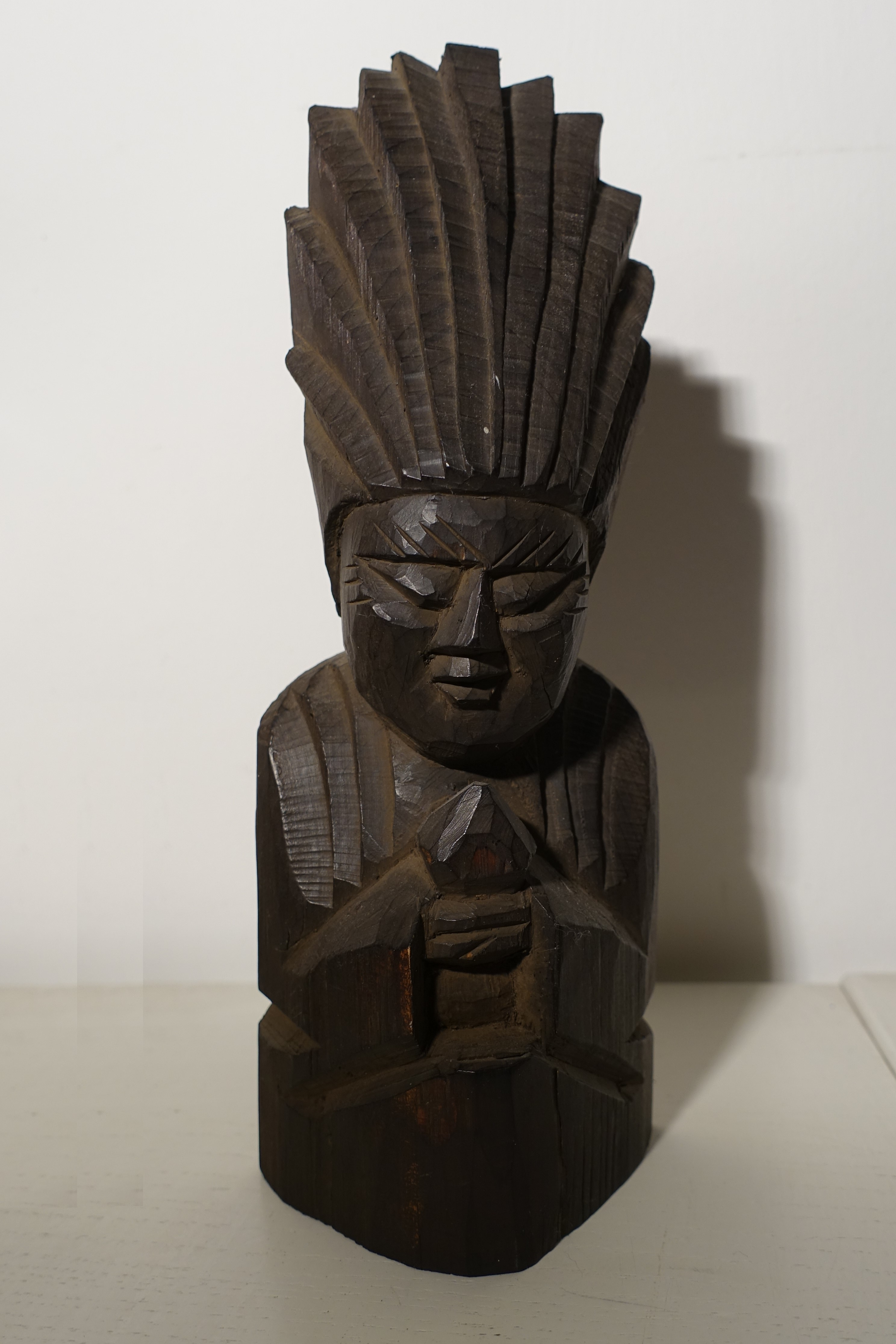
"Enkū" modern